# 菲爾·威爾森

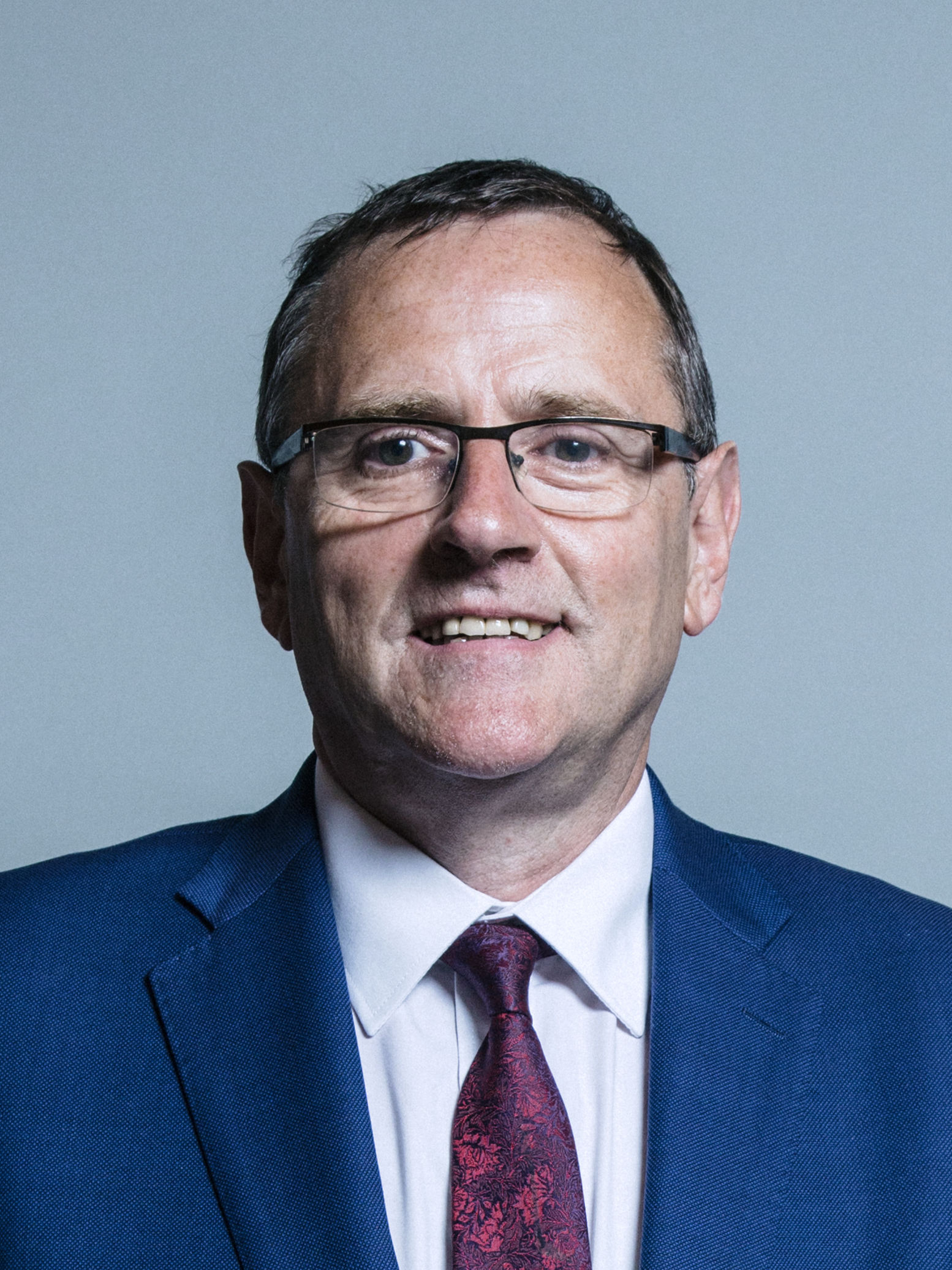

菲爾·威爾森（Phil Wilson，1959年5月31日—）是一位英國政治人物，他的黨籍是工黨。乘時任首相東尼·布萊爾於2007年同時辭去首相和塞奇菲爾德選區下議院議員，他透過該次補選，接替前者成為該區議員，至2019年敗予保守黨候選人為止。